# Zilvergrijze zandrat
De zilvergrijze zandrat (Heliophobius argenteocinereus)  is een zoogdier uit de familie van de Bathyergidae. De wetenschappelijke naam van de soort werd voor het eerst geldig gepubliceerd door Peters in 1846.